# Lutz Heilmann
Lutz Eberhard Heilmann (ur. 7 września 1966 w Zittau) – poseł w niemieckim parlamencie z ramienia skrajnie lewicowej partii Die Linke.
Został wybrany w 2005 roku. Wkrótce potem gwałtowne kontrowersje spowodowało opublikowanie przez tygodnik Der Spiegel informacji o jego pracy w Stasi (tajnej policji NRD) w latach 1985–1990.
Opuścił Stasi dopiero po tym, jak zostało rozwiązane na skutek upadku reżimu komunistycznego. Heilmann z trudem przetrwał impeachment zorganizowany przez elektorat partii, spowodowany udzieleniem przez niego przed wybraniem do parlamentu nieprawdziwych informacji w sprawie kariery w Stasi.
Został członkiem partii komunistycznej NRD, SED, w czasie, kiedy jeszcze była totalitarna, w 1986 roku i pozostał członkiem jej kolejnych spadkobierczyń (SED/PDS, PDS, Die Linkspartei.PDS, a obecnie Die Linke), chociaż miał przerwę w członkostwie w latach 1992–2000.
Heilmann był jedynym oficjalnym etatowym pracownikiem Stasi wybranym do Bundestagu (chociaż kilku innych polityków z Die Linke było tajnymi współpracownikami Stasi).

## Działania prawne przeciwko Wikimedia Deutschland
13 listopada 2008, wniósł pozew przeciwko Wikimedia Deutschland e.V., na skutek którego sąd wstępnie zakazał przekierowania z adresu www.wikipedia.de (będącego pod kontrolą Wikimedia Deutschland) do de.wikipedia.org (kontrolowanego przez Wikimedia Foundation w USA) tak długo, jak pewne informacje o Heilmannie będą zamieszczone w Niemieckiej Wikipedii w artykule Lutz Heilmann. Wniósł również pozew przeciwko trzem użytkownikom Wikipedii, którzy pracowali nad tym artykułem. Według niemieckiego Focus Online, Heilmann zaprzeczył doniesieniom, że nie ukończył studiów wyższych, i że brał udział w przedsiębiorstwie związanym z pornografią. Raport sugeruje, że artykuł w Wikipedii był wielokrotnie edytowany przez anonimowego użytkownika piszącego z budynku Bundestagu, tak by odzwierciedlał twierdzenia Heilmanna, lecz on sam zaprzecza żeby brał udział w wojnie edycyjnej.